# تفاح فوجي
التفاح الفوجي هو تهجين تفاح طوره زارعي في مركز توهوكو للبحث (農林省園芸試験場東北支場) بمدينة فوجيساكي اليابانية في أواخر عقد 1930، ودخل الأسواق عام 1962. هو أصلا مزيج من نوعي التفاح اللذيذة الحمراء (Red Delicious) ورالز جانات (Ralls Genet) من فرجينيا. وفقا لجمعية الولايات المتحدة للتفاح، فالتفاح الفوجي من أنواع التفاح الخمسة عشر الأكثر شعبية في الولايات المتحدة. اسم التفاح الفوجي مشتق من تسمية المدينة حيث تطور: فوجيساكي.

## خلفية

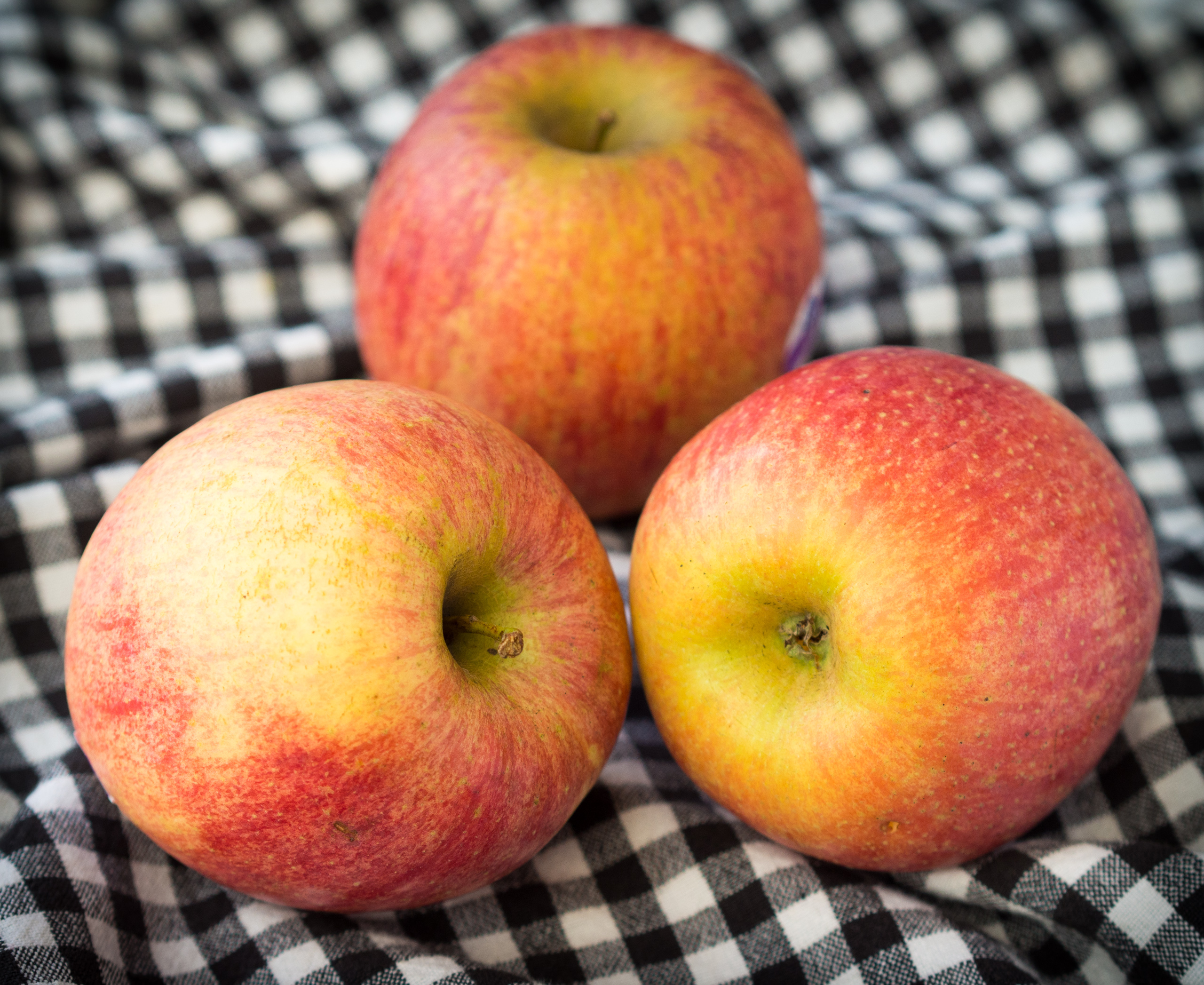
تفاح فوجي

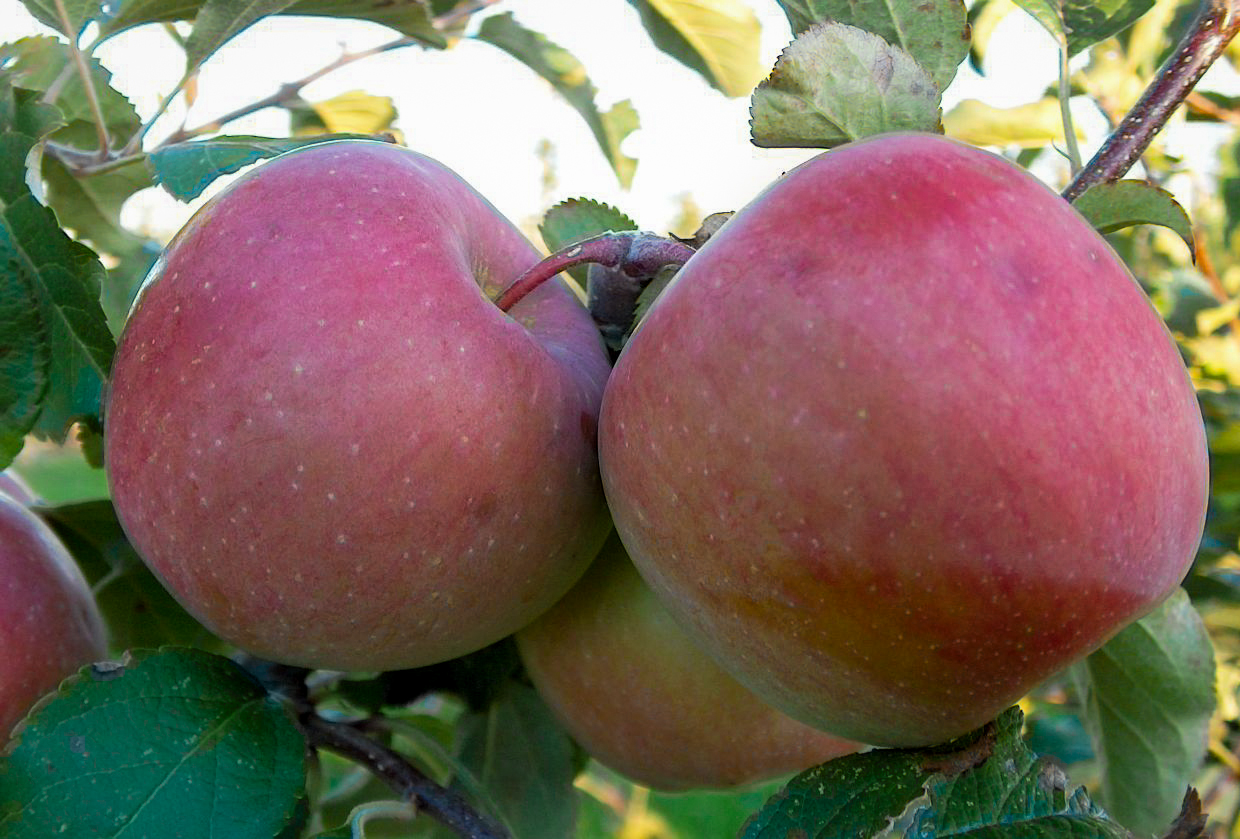
تفاح فوجي في شجرة

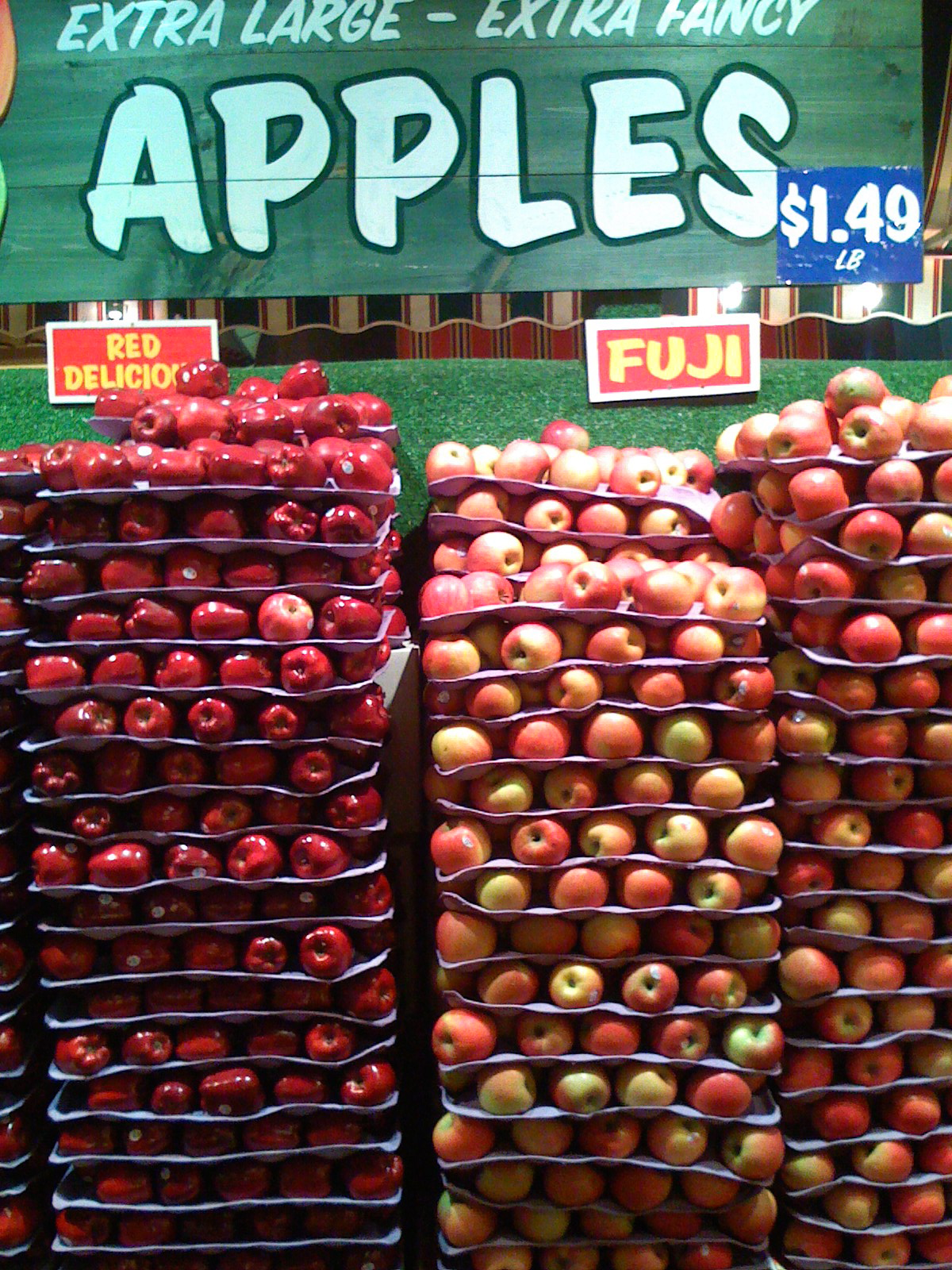
تفاح فوجي معروض للبيع في سوق كبير

التفاحة من نوع التفاح الفوجي عامة مستديرة وحجمها يتراوح من كبير لكبير جدا، بمعدل 75 مم في القطر. لهذا النوع من التفاح ما يتراوح بين 9٪ و11٪ من السكر حسب الوزن ولحم كثيف أحلى وأكثر هشا من أنواع تفاح أخرى كثيرة، ما يمنحه شعبية عند المستهلكين حول العالم. وإضافة لذلك، يتمتع التفاح الفوجي بفترة الصلاحية طويلة مقارنة بأنواع أخرى، حتى دون التثليج. أما مع التثليج، فالتفاح الفوجي بإمكانه البقاء طازجا لمدة تقارب عاما.